# Phùng Đình Thực
Phùng Đình Thực (sinh ngày 12 tháng 5 năm 1954) là kĩ sư, tiến sĩ công nghệ dầu khí biển, doanh nhân người Việt Nam. Ông nguyên là Chủ tịch Hội đồng Thành viên Tập đoàn Dầu khí Việt Nam, Tổng giám đốc Tập đoàn Dầu khí Việt Nam.

## Xuất thân và giáo dục
Phùng Đình Thực sinh ngày 12 tháng 5 năm 1954.
Ông có nguyên quán ở tỉnh Thanh Hóa, hiện cư trú tại phường Dịch Vọng, quận Cầu Giấy, Hà Nội.
Năm 1977, 23 tuổi, ông tốt nghiệp Học viện Hóa dầu Baku ở Liên Xô chuyên ngành khai thác dầu khí.

## Sự nghiệp
Từ năm 1977 đến năm 1983, ông công tác tại Công ty Dầu khí I – Thái Bình. Ông đi lên từ kỹ sư, Kíp trưởng sản xuất, Đốc công khai thác khí, Phó quản đốc phụ trách kỹ thuật.
Từ năm 1983 đến năm 1987, ông là Phó trưởng phòng kỹ thuật khai thác dầu khí xí nghiệp liên doanh Vietsovpetro (VSP).
Từ năm 1987 đến năm 1996, ông công tác tại Xí nghiệp Khai thác Dầu khí Vietsovpetro.
Từ năm 1987 đến năm 1992, ông là Phó giám đốc Xí nghiệp Khai thác Dầu khí Vietsovpetro.
Từ năm 1993 đến năm 1996, ông là Giám đốc, Phó bí thư Đảng ủy, rồi Bí thư Đảng ủy Đảng Cộng sản Việt Nam tại Xí nghiệp Khai thác Dầu khí Vietsovpetro.
Từ năm 1997 đến năm 2001, ông là Chánh kỹ sư (Phó tổng giám đốc kỹ thuật khai thác) Vietsovpetro, Ủy viên Thường vụ Đảng ủy Đảng Cộng sản Việt Nam tại Vietsovpetro.
Từ năm 2001 đến năm 2006, ông là Giám đốc Công ty Thăm dò Khai thác Dầu khí.
Từ tháng 6 năm 2005 đến tháng 6 năm 2006, ông là Bí thư Đảng ủy Khối Dầu khí tại Thành phố Hồ Chí Minh.
Từ năm 2006 đến năm 2009, ông là Phó tổng giám đốc Tập đoàn Dầu khí Việt Nam.
Từ năm 2008 đến năm 2009, ông là Ủy viên Ban Thường vụ Đảng ủy Tập đoàn Dầu khí Việt Nam.
Từ năm 2009 đến năm 2011, ông là Ủy viên Hội đồng Quản trị nay là Hội đồng Thành viên, Tổng giám đốc Tập đoàn Dầu khí Việt Nam, Phó bí thư Đảng ủy Tập đoàn Dầu khí Việt Nam.
Tháng 7 năm 2009, ông được bổ nhiệm chức vụ Tổng giám đốc Tập đoàn Dầu khí Việt Nam.
Từ tháng 11 năm 2010, ông là Ủy viên Thường vụ Đảng ủy Khối Doanh nghiệp Trung ương.
Ngày 16 tháng 9 năm 2011, ông được bổ nhiệm giữ chức ông là Chủ tịch Hội đồng Thành viên Tập đoàn Dầu khí Việt Nam.
Ông giữ chức vụ này cho đến khi nghỉ hưu vào ngày 1 tháng 6 năm 2014.

## Bê bối

### Bị khởi tố
Ngày 19 tháng 12 năm 2017, Cơ quan An ninh điều tra, Bộ Công an Việt Nam đã khởi tố bị can Phùng Đình Thực về tội: "Cố ý làm trái quy định của Nhà nước về quản lý kinh tế gây hậu quả nghiêm trọng" quy định tại điều 165 bộ luật Hình sự Việt Nam do các sai phạm của ông Thực trong quá trình chỉ đạo thực hiện dự án nhà máy Nhiệt điện Thái Bình 2, đồng thời cấm ông Thực đi khỏi nơi cư trú. Trước đó, quyết định tố tụng của Cơ quan An ninh điều tra đã được Viện kiểm sát nhân dân tối cao (Việt Nam) phê chuẩn.

### Phiên tòa sơ thẩm
Ngày 22 tháng 1 năm 2018, tại phiên tòa sơ thẩm Tòa án nhân dân thành phố Hà Nội, Hội đồng xét xử đã tuyên án phạt ông Phùng Đình Thực 9 năm tù về tội "Cố ý làm trái quy định của Nhà nước về quản lý kinh tế gây hậu quả nghiêm trọng", nhẹ hơn mức đề nghị từ 12 đến 13 năm tù của Viện kiểm sát.